# Полководці
«Полководці» (кит.: 投名狀, «Брати по крові»; англомовна версія вийшла під назвою «Воєначальники», англ. The Warlords) — китайсько-гонконзький художній фільм режисер Пітера Чана. Головні ролі виконали Джет Лі, Енді Лау та Канешіро Такеші. Прем'єра фільму відбулася 13 грудня 2007 року в більшості країн Східної Азії.

## Сюжет
Дія фільму відбувається в Китаї у 1860-х роках під час повстання тайпінів. В основі сюжету лежить реальна історія вбивства намісника Лянцзяну, генерала-мусульманина Ма Сіньї (кит. трад. 马新贻, спр. 馬新貽, піньїнь Mǎ Xīnyí), у 1870 році. У фільмі — генерал Пан Цін'юнь, намісник Нанкіна.
Між вірними військами та бунтівниками відбувається битва, в ході якої вбито всіх прихильників уряду. У бою їх кинули союзні війська. Єдиний, хто вижив, — це генерал Пан Цін'юнь, який їде в село поблизу, де місцеві жителі на чолі з Чжао Ерху та Цзян Уян займаються бандитизмом. Він пропонує свою допомогу у проведенні рейду проти повстанського конвою, який виявляється успішним. Однак невдовзі після цього вірнопіддані війська нападають на село і забирають видобуток собі. У цей час у Цін'юнь починається роман із Ляньшен, дружиною Ерху.
Оскільки мешканці села бідні і голодують, Цін'юнь переконує їх боротися з повстанцями як незалежний військовий загін на боці уряду, щоб грабувати повстанців та забирати їхні запаси собі. Ерху та Уян не довіряють Цін'юню, тому троє дають присягу крові і під страхом смерті обіцяють дбати один про одного, як брати. Військовий загін здобуває кілька перемог. Цін'юнь стає амбітним і готується атакувати Сучжоу та Нанкін; кампанії, на його думку, будуть швидкими. Проте уряд починає побоюватися впливу Цін'юня, що зростає, і вирішує відмовити у підкріпленні та припасах. В результаті похід на Сучжоу перетворюється на річну облогу, і у військового загону закінчуються продовольство та запаси.
Ерху намагається вбити ворожого командира, потай пробравшись у місто. Зважаючи на те, що він може спостерігати, у міста також майже не залишилося запасів. Ерху швидко схопили, але, на його подив, ворожий командир уже збирався здатися і дозволяє Ерху вбити його; натомість він просить Ерху пообіцяти помилувати його війська (близько 4000 солдатів) та життя цивільних осіб, які перебувають під його контролем. Однак, отримавши від командира противників продовольства всього на 10 днів, Цін'юнь відмовляється виконати угоду через нестачу їжі та робочої сили для утримання такої кількості ув'язнених. Потім слідує коротка суперечка, після якої Цін'юнь тимчасово заарештовує Ерху, щоб той не втручався. Захоплені війська зачинені у дворі палацу, їх убивають стрілами зі стін. Озлоблений, Ерху думає про дезертирство, але Цін'юнь переконує його, що те, що сталося в Сучжоу з солдатами (які нехай і здалися беззбройними), було на користь взяття Нанкіна та звільнення мільйонів цивільних осіб, що не беруть участь у бойових діях, чиї життя перебувають у небезпеці, якщо командир противників захопить Нанкін першим.
Нанкін легко захоплений, і Цін'юнь на ознаменування грандіозного успіху отримує від імператорського уряду посаду намісника Нанкіна. Цін'юнь продовжує наполягати на своїй соціальній програмі, просячи (і отримуючи) від вдової імператриці трирічну податкову пільгу для своєї провінції (яка донедавна перебувала в руках повстанців), щоб оговтатися від війни. Поки Цін'юнь чекає на свою інавгурацію, він намагається потоваришувати з аристократією та урядовими чиновниками. Однак Ерху, змучений війною, робить неналежні вчинки, такі як видача нагороди без дозволу. Коли серед імперської аристократії поширилися чутки про те, що Цін'юнь не контролює своїх підлеглих (зокрема, Ерху), Цін'юнь неохоче організує вбивство Ерху, побоюючись втрати репутації та потенційної втрати здатності здійснювати соціальні зміни. Ерху, вмираючи, проклинає ім'я суперника, не розуміючи, що його зрадив брат.
Уян, виявивши зраду Цін'юня та його роман із дружиною Ерху, вважає, що вбивство було скоєно через любовний зв'язок, і відповідає вбивством дружини Ерху. Виявивши тіло Ерху, Уян намагається вбити Цін'юня на його інавгурації, але не може перемогти його. Потім у флешбеку показано, як деякі другі за ваговитістю члени урядової бюрократії планують убивство Цін'юня, і що реальне бажання уряду полягало в тому, щоб убити Цін'юня, який дуже швидко набув великого впливу. На даху за спиною Цін'юня з'являється урядовий солдат і стріляє йому в спину, маскуючи постріли залпами гарматного вогню на честь інавгурації. Розуміючи, що його зрадили, смертельно поранений Цін'юнь дозволяє Уяну, який нарешті бачить, що Цін'юнь був убитий пострілом у спину, виконав свою криваву присягу, вбивши його. Потім уряд підставляє Уяна у вбивстві і готується стратити його. На завершення фільму Уян зауважує, що «вмирати легко. Жити важче».

## У ролях
| Актор           | Персонаж                                     | Озвучення кантонською         |
| --------------- | -------------------------------------------- | ----------------------------- |
| Джет Лі         | Пан Цін'юнь (кит. 龐青雲, пін. Páng Qīngyún) | Ко Хон Ман (Гао Ханьвень)     |
| Енді Лау        | Чжао Ерху (кит. 趙二虎, пін. Zhào Èrhǔ)      | Ченг Кам Чінг (Чжан Цзіньчен) |
| Канешіро Такеші | Цзян Уян (кит. 姜午陽, пін. Jiāng Wǔyáng)    | Чень Сюхен                    |
| Сюй Цзінлей     | Ляньшен (кит.: 蓮生)                         | Пеггі (Го Бічжень)            |

## Виробництво
В основі сюжету фільму лежить реальна історична подія — нерозкрите вбивство цінського генерала Ма у 1870 році. У 1973 році ця історія вже була екранізована режисером Чаном Че, причому фільм китайською мовою також мав назву «Кровні брати». Режисер Пітер Чань сказав, що його фільм є не ремейком картини Че, а іншим поглядом на історію генерала Ма, фільмом про дружбу, зраду і людяність.
Актор Джет Лі, який після виходу фільму «Безстрашний» (2006) оголосив, що не зніматиметься більше у фільмах з бойовими мистецтвами, сказав, що антивоєнна тема фільму стала причиною його участі в проєкті.
Зйомки фільму розпочалися у грудні 2006 року в Пекіні і проходили також у Шанхаї та провінції Чжецзян.

## Нагороди
На 27-й щорічній церемонії вручення нагород гонконзької кіноакадемії фільм був відзначений у номінаціях:
- Найкращий фільм
- Найкращий режисер (Пітер Чан)
- Найкращий актор (Джет Лі, також був номінований Енді Лау)
- Найкраща операторська робота (Артур Вонг)
- Найкраща постановка
- Найкращі костюми та грим
- Найкращі звукові ефекти
- Найкращі візуальні ефекти